# Prometejeva jama
Naravni spomenik Prometejeva jama (gruzinsko პრომეთეს მღვიმე), znan tudi kot jama Kumistavi (gruzinsko ყუმისთავის მღვიმე) in jama Tsqaltubo (gruzinsko ღლიანის მღვიმე) je kraška jama v občini Tsqaltubo v regiji Imereti v Gruziji.

## Morfologija
Prometejeva jama je nastala v kraškem masivu Sataphlia-Tskaltubo. Skupna dolžina jame je približno 11 km, od tega je 1800 m odprtih za obiskovalce. Jama ima skupno 22 dvoran, od katerih je trenutno šest odprtih za turiste. Obiskovalci lahko trenutno izkusijo te jame na globini približno 80 m pod tlemi.

## Živalstvo
Prebivalci jame so Trachysphaera, Folsomides, Pseudachorutes, Inotrechus, Laemostenus, Bergrothia, Ceratophysella, Hypogastrura, Pseudacherontides, Sphaeridia, Folsomia, Plutomurus, roisotoma, Campodea, Cochlicopa, Vitrinoxychilus, Physella, Codiella, Graptoppia, Oribella, Mac rocheles in Xiphocaridinella.

## Zgodovina
Jamo so odkrili in preučevali gruzijski speleologi (sestavljali so jo vodja g. Jumber Jishkariani in člani: Tamaz Kobulashvili, Amiran Jamrishvili, Vakhtang Kapanadze, Kote Nizharadze) v zgodnjih 1980-ih. Je del velikega jamskega sistema, ki ga združuje ena podzemna reka. Trenutno je raziskanih približno 30 km reke, kar je približno polovica dolžine celotnega jamskega sistema. Leta 1985 se je začela preureditev jame za turistični ogled. Do leta 1989 so v jami speljali pešpot v dolžini približno 1 km, zgradili stopnice in poti, na izhodu pa izbili 150-metrski rov in pričeli z gradnjo pritličnih objektov. Jamo so opremili z začasno razsvetljavo in začele so jo obiskovati manjše skupine turistov.
Leta 1990 so zaradi razpada Sovjetske zveze in pomanjkanja sredstev projekt zaprli. Nekaj let je domačin varoval jamo pred vandali, na kar spominja kip njega in njegovega psa na vhodu v jamo.
Leta 2007, 17 let po zaključku projekta, so se gruzijske oblasti ponovno vrnile k zamisli o preureditvi jame za turistični ogled. Predsednik Gruzije Miheil Saakašvili, ki je jamo obiskal leta 2010, je spodbudil preoblikovanje jame v turistični objekt in predlagal novo ime - Prometejeva jama, saj je bil legendarni antični protagonist Prometej približno na tem območju priklenjen na gore. (Lokalna legenda pravi, da je bil Prometej priklenjen na pečine Khvamlija, pri čemer ga je nenehno muči krokar.) Čez eno leto je bila jama prenovljena in 26. maja 2011 ponovno odprta za obiskovalce.